# Enkelhus

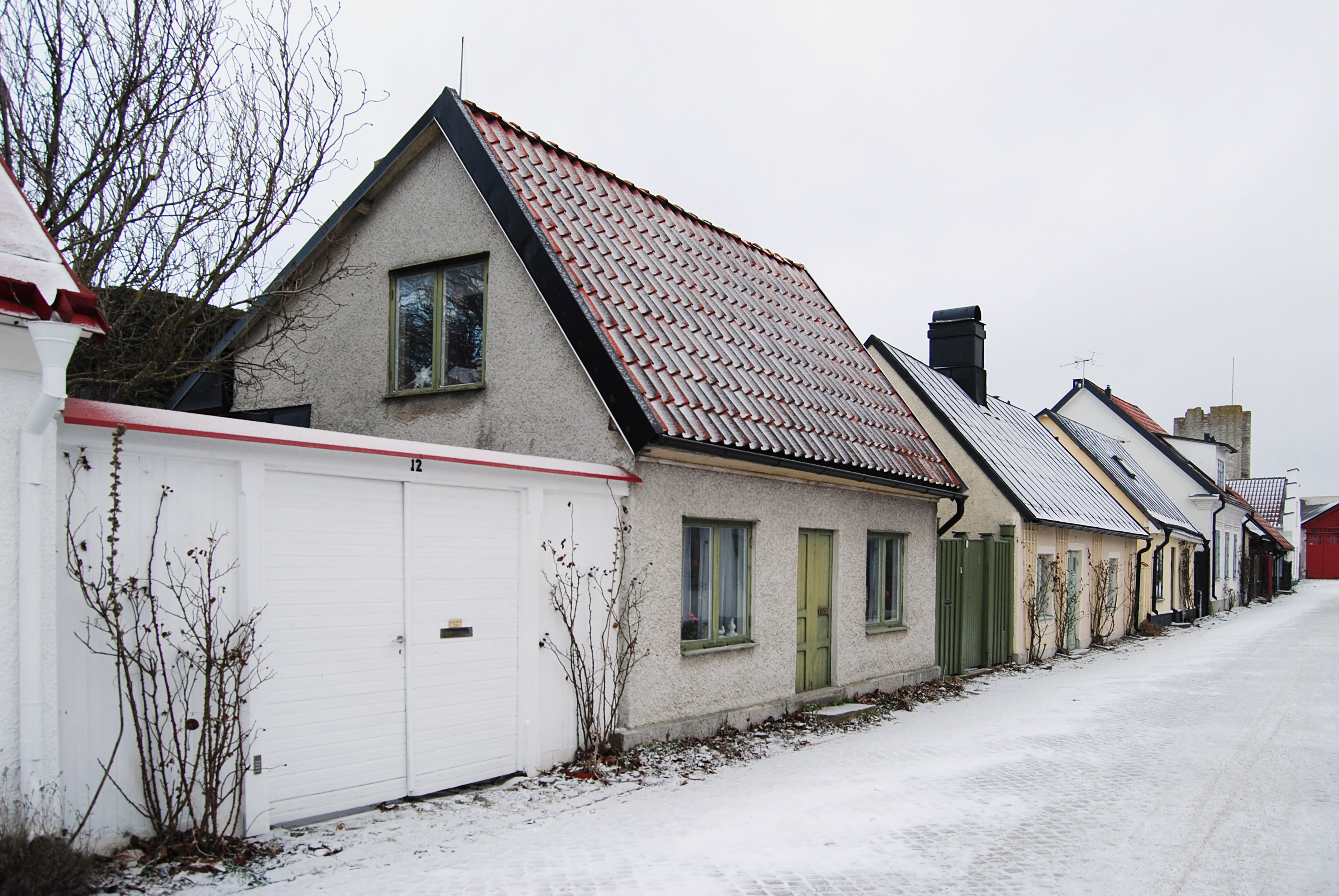
Utbyggda enkelhus i Visby.

Enkelhus eller enkelbreddshus är en bostadstyp från 1800-talet som kännetecknas av att samtliga uppvärmda utrymmen ligger på rad, ursprungligen kök och sovkammare. I takt med att man byggde ut huset byggdes rummen på en linje med de befintliga rummen.
Farstun och verandan kan ligga i vinkel med rummen och huset ändå vara ett enkelhus, då man oftast inte räknar ouppvärmda utrymmen.